# فهرست سخنرانی‌ها و گفتارهای عبدالکریم سروش

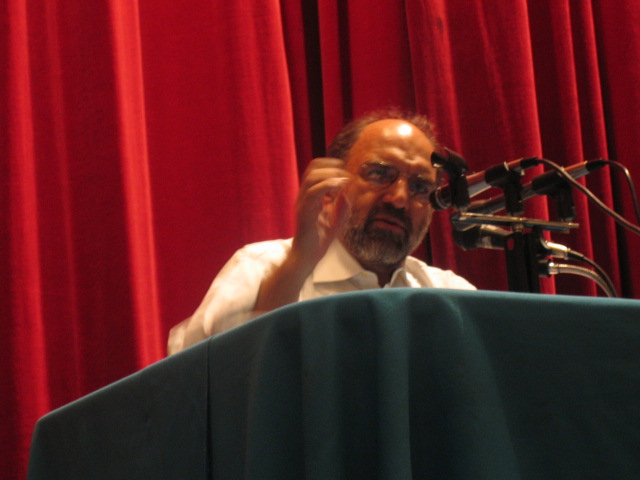
سروش در حالِ سخنرانی در دانشگاه صنعتی شریف، ۱۳۸۵

این مقاله فهرستی است از سخنرانی‌ها و گفتارهای عبدالکریم سروش.

## سخنرانی عمومی
| سخنرانی‌ها | سخنرانی‌ها  | سخنرانی‌ها                    | سخنرانی‌ها                             | سخنرانی‌ها                           |
| سال       | روز        | موضوع                        | جای                                   | توضیحات                             |
| --------- | ---------- | ---------------------------- | ------------------------------------- | ----------------------------------- |
| ۱۳۷۹      | ۲۸ فروردین | عقلانیت (۱)                  | مؤسّسهٔ پژوهش و معرفت                   | صدا در یوتیوب                       |
| ۲۰۰۸      | ۱۵ ژانویه  | اسلام، کاتولیسم و امر سکولار | مرکز مذهب، صلح و امور بین‌المللی برکلی | همراهِ خوزه کازانوا (فیلم در یوتیوب) |
| ۲۰۱۵      | ۸ اوت      | خدای مولانا، خدای حافظ       | دانشگاه نشنال                         | فیلم در یوتیوب                      |
| ۲۰۱۵      | ۲۵ اوت     | سلوک اخلاق‌مدارانه            | دانشگاه کلگری                         | فیلم در یوتیوب                      |
| ۲۰۱۵      | ۲۶ اوت     | سلوک عشق‌مدارانه              | دانشگاه کلگری                         | فیلم در یوتیوب                      |
| ۲۰۱۵      | ۵ دسامبر   | فواید تاریخ                  | دانشگاه جرج واشینگتن                  | فیلم در یوتیوب                      |
| ۲۰۱۶      | ۳ ژوئن     | تحوّل مؤمنانه                 | بنیاد توحید سن حوزه                   | فیلم در یوتیوب                      |
| ۲۰۱۷      | ۱۶ ژوئن    | علی در نهج‌البلاغه            |                                       | فیلم در یوتیوب                      |
| ۲۰۱۹      | ۱۵ ژوئن    | محمّد در قرآن                 | کلن                                   | فیلم در یوتیوب                      |
| ۲۰۱۹      | ۱۳ دسامبر  | خشونت در متون مقدس           | کمپل، کالیفرنیا                       | فیلم در یوتیوب                      |
| ۲۰۲۰      | نامعلوم    | معمّای زندگی                  | لندن                                  | صدا در یوتیوب                       |

### دیگر سخنرانی‌ها
- آفات و خرافات (جلسه اول-جلسه دوم-جلسه سوم)
- فلسفهٔ عبادات در یوتیوب
- عقل و عشق در یوتیوب
- شبی در کنار آفتاب در ساوندکلاد
- گفتمان مسلمانی معاصر در ساوندکلاد
- اقبال شاعر در ساوندکلاد
- بوی خدا در یوتیوب
- خنده و گریه عارفان در یوتیوب
- جهان صغیر و جهان کبیر در یوتیوب
- ادب مقاومت و اخلاق مخالفت در یوتیوب
- چرا مثنوی می‌خوانیم در یوتیوب
- از آتن تا اورشلیم در یوتیوب
- خیام در حافظهٔ حافظ در یوتیوب
- رازهای مثنوی

## درس‌گفتارها
شرح دفتر نخست مثنوی معنوی(۱۰۰ جلسه)
دین و قدرت (۳۰ جلسه)
انجیل و قرآن(۲۴ جلسه)
شرح بوستان سعدی(۱۹ جلسه)
سلوک دیندارانه در جهان مدرن(۴۰ جلسه)
شرح غزلیات شمس(۲۵ جلسه)
غوری در غزل‌های اقبال
سیری در کیمیای سعادت(۳۵ جلسه)
خلاف و وفاق علم و دین(۸۱ جلسه)
نقشی از نهج البلاغه(۱۳ جلسه تا به اکنون)

## در تلویزیون
- گفتگوی صدای آمریکا با عبدالکریم سروش در یوتیوب
- «قرآن، رویاهای پیامبر؟» در گفتگو با عبدالعلی بازرگان در تلویزیون فارسی بی‌بی‌سی − بخش ۱ در یوتیوب
- «قرآن، رویاهای پیامبر؟» در گفتگو با عبدالعلی بازرگان در تلویزیون فارسی بی‌بی‌سی − بخش ۲ در یوتیوب
- «مناظره‌های انقلاب، دو مهمان، چهل سال بعد» در گفتگو با فرّخ نگهدار در تلویزیون فارسی بی‌بی‌سی − بخش ۱ در یوتیوب
- «مناظره‌های انقلاب، دو مهمان، چهل سال بعد» در گفتگو با فرّخ نگهدار در تلویزیون فارسی بی‌بی‌سی − بخش ۲ در یوتیوب